# Temperatura di Burns
La temperatura di Burns, Td, è la temperatura alla quale un materiale ferroelettrico, precedentemente in uno stato di paraelettricità, inizia a presentare delle nanoregioni polarizzate casualmente, che precedono la formazione di aree polarizzate. Questo comportamento tipico di alcuni materiali ferroelettrici, ma non di tutti, è stato osservato nel titanato di piombo (PbTiO3),  niobato di potassio (KNbO3), titanato zirconato di piombo e lantanio (PLZT), niobato di piombo e magnesio (PMN), niobato di zinco e piombo (PZN), K2Sr4(NbO3)10, e nel niobato di stronzio e bario (SBN).
Il meccanismo che regola la temperatura di Burns, che deve il nome a Gerald Burns, che ha studiato per primo il fenomeno in collaborazione con Frank H. Dacol, non è stato ancora del tutto compreso.